# Othinosmia braunsiana
Othinosmia braunsiana är en biart som först beskrevs av Heinrich Friese 1909.  Othinosmia braunsiana ingår i släktet Othinosmia och familjen buksamlarbin. Inga underarter finns listade i Catalogue of Life.